# Rotacja stanowisk
Rotacja stanowisk (ang. job rotation) – metoda rozwoju kwalifikacji pracownika polegająca na czasowym oddelegowaniu do wykonywania zadań zgodnych z jego kwalifikacjami lub wymagających nowych umiejętności. Celem takiej delegacji jest zgromadzenie nowych doświadczeń poszerzających kwalifikacje.
Na wyższych stanowiskach kierowniczych metoda ta jest elementem planowania ścieżki kariery w celu wytworzenia rezerwy kadrowej w organizacji. Efektem rotacji stanowisk jest wtedy dostarczenie okazji do nauki ułatwiających zmiany w myśleniu i nastawieniu adekwatne do docelowego poziomu zakończenia ścieżki kariery.

## Kierunki rotacji
Oddelegowanie może nastąpić na stanowisko niższe (w dół), równoległe (kierunek poziomy), bądź wyższe (w górę). W przypadku poziomej rotacji, osoba na stanowisku kierowniczym może być delegowana na równoległe stanowisko w innym oddziale, części kraju lub świata. Forma rotacji stanowisk, w której kierownik wyższego szczebla lub członek zarządu jest oddelegowany na szeregowe, najniższe stanowisko w organizacji, bywa nazywana w krajach anglosaskich „down to the floor”.

## Zakres znaczeniowy
Rotacja stanowisk bywa mylnie nazywana rotacją kadr, która oznacza niepożądaną fluktuację personelu na danym stanowisku lub grupie stanowisk. Czasami określenie rotacja stanowisk bywa używane zamiast określenia kadencyjność w instytucjach publicznych lub organizacjach pozarządowych.